# Kazuhito Watanabe
Kazuhito Watanabe (渡邊 一仁 Watanabe Kazuhito?, nacido el 1 de septiembre de 1986 en Ehime) es un futbolista japonés que juega de centrocampista.

## Trayectoria

### Clubes
| Club            | País  | Año       |
| --------------- | ----- | --------- |
| Ehime FC        | Japón | 2009-2014 |
| Fagiano Okayama | Japón | 2015-2017 |
| Yokohama FC     | Japón | 2018-2019 |
| Ehime FC        | Japón | 2020-2021 |

## Estadística de carrera

### J. League
| Club            | Año   | J. League | J. League | Copa J. League | Copa J. League | Total | Total |
| Club            | Año   | Part.     | Goles     | Part.          | Goles          | Part. | Goles |
| --------------- | ----- | --------- | --------- | -------------- | -------------- | ----- | ----- |
| Ehime FC        | 2009  | 14        | 0         | -              | -              | 14    | 0     |
| Ehime FC        | 2010  | 28        | 0         | -              | -              | 28    | 0     |
| Ehime FC        | 2011  | 30        | 0         | -              | -              | 30    | 0     |
| Ehime FC        | 2012  | 18        | 0         | -              | -              | 18    | 0     |
| Ehime FC        | 2013  | 15        | 0         | -              | -              | 15    | 0     |
| Ehime FC        | 2014  | 27        | 0         | -              | -              | 27    | 0     |
| Fagiano Okayama | 2015  | 37        | 0         | -              | -              | 37    | 0     |
| Fagiano Okayama | 2016  | 22        | 0         | -              | -              | 22    | 0     |
| Fagiano Okayama | 2017  | 30        | 0         | -              | -              | 30    | 0     |
| Total           | Total | 221       | 0         | 0              | 0              | 221   | 0     |